# Hartford Bicentennials 1975
Questa pagina raccoglie i dati riguardanti gli Hartford Bicentennials nelle competizioni ufficiali della stagione 1975.

## Stagione
La neonata franchigia dei Bicentennials venne affidata al tedesco-statunitense Manfred Schellscheidt, nel duplice ruolo di allenatore-giocatore. La rosa ebbe come nucleo quella dei R.I. Oceaneers, che l'anno precedente sotto la guida di Schellscheidt aveva vinto l'American Soccer League 1974, venne rinforzata da giocatori europei e qualche giocatore statunitense o naturalizzato. Dal punto di vista sportivo la stagione fu fallimentare, chiusa al quinto ed ultimo posto della Northern Division, lontani dall'accesso ai playoff per il titolo 

## Organigramma societario
Area direttiva
Area tecnica
- Allenatore: Manfred Schellscheidt

## Rosa
| N. |                        | Ruolo | Calciatore           |
| -- | ---------------------- | ----- | -------------------- |
| 1  | Stati Uniti (bandiera) | P     | Arnie Mausser        |
| 2  | Polonia (bandiera)     | D     | Franciszek Smuda     |
| 3  | Stati Uniti (bandiera) | D     | George Chapla        |
| 4  | Polonia (bandiera)     | D     | Miroslav Chodakowski |
| 5  | Jugoslavia (bandiera)  | D     | Džemaludin Harba     |
| 6  | Stati Uniti (bandiera) | A     | Peter Chandler       |
| 7  | Jugoslavia (bandiera)  | A     | Emir Travljanin      |
| 8  | Polonia (bandiera)     | A     | Jan Swierniak        |
| 9  | Stati Uniti (bandiera) | D     | Charlie McCully      |
| 10 | Stati Uniti (bandiera) | A     | Henry McCully        |
| 11 | Stati Uniti (bandiera) | A     | Kevin Welsh          |
| 12 | Inghilterra (bandiera) | A     | Jim Fryatt           |

| N. |                             | Ruolo | Calciatore            |
| -- | --------------------------- | ----- | --------------------- |
| 13 | Irlanda (bandiera)          | D     | Tom O'Dea             |
| 14 | Stati Uniti (bandiera)      | C     | Larry Caldwell        |
| 15 | Inghilterra (bandiera)      | D     | Phil Davis            |
| 15 | Italia (bandiera)           | C     | Ferruccio Mazzola     |
| 16 | Stati Uniti (bandiera)      | C     | Edmond Kelly          |
| 17 | Stati Uniti (bandiera)      | C     | Manfred Schellscheidt |
| 18 | Stati Uniti (bandiera)      | C     | Robert Garcia         |
| 20 | Italia (bandiera)           | C     | Giacomo Bulgarelli    |
|    | Stati Uniti (bandiera)      | P     | Miguel Barca          |
|    | Antille Olandesi (bandiera) | C     | Reginald Clemencia    |
|    | Polonia (bandiera)          | A     | Mietzlae Rajski       |